# Access All Areas (álbum de Axxis)
Access All Areas (en español: Acceso a todas las áreas) es el primer álbum en vivo de la banda alemana de heavy metal Axxis y fue publicado en formato de disco de vinilo y disco compacto por EMI Music en 1991.

## Grabación y contenido
Este disco en directo fue grabado durante cinco conciertos de una gira realizada por la banda en 1991.  Este álbum numera dos canciones inéditas: «Trash in Tibet» y «Back to the Wall». La primera es instrumental,  mientras que la otra fue grabada en estudio en 1984. La versión de vinilo incluía un póster de la banda.

## Lista de canciones

### Versión en disco de vinilo
| Cara A |                                         |                                 |          |  |
| N.º    | Título                                  | Escritor(es)                    | Duración |  |
| 1.     | «Kingdom of the Night»                  | Bernhard Weiss / Walter Pietsch | 4:24     |  |
| 2.     | «Trash in Tibet» (canción instrumental) |                                 | 4:39     |  |
| 3.     | «Little Look Back»                      | Walter Pietsch                  | 3:57     |  |
| 4.     | «Touch the Rainbow»                     | Walter Pietsch                  | 3:32     |  |
| 5.     | «Face to Face»                          | Walter Pietsch                  | 5:38     |  |

| Cara B |                      |                 |          |  |
| N.º    | Título               | Escritor(es)    | Duración |  |
| 1.     | «Tears of the Fears» | Weiss / Pietsch | 3:53     |  |
| 2.     | «Ships are Sailing»  | Walter Pietsch  | 3:56     |  |
| 3.     | «Living in a World»  | Weiss / Pietsch | 4:13     |  |
| 4.     | «Save Me»            | Walter Pietsch  | 4:11     |  |
| 5.     | «Fire and Ice»       | Weiss / Pietsch | 4:10     |  |
| 6.     | «Back to the Wall»   | Weiss / Pietsch | 4:03     |  |

### Formato de disco compacto
| Side one |                                         |                 |          |  |
| N.º      | Título                                  | Escritor(es)    | Duración |  |
| 1.       | «Kingdom of the Night»                  | Weiss / Pietsch | 4:24     |  |
| 2.       | «Trash in Tíbet» (canción instrumental) |                 | 4:39     |  |
| 3.       | «Little Look Back»                      | Walter Pietsch  | 3:57     |  |
| 4.       | «Touch the Rainbow»                     | Walter Pietsch  | 3:32     |  |
| 5.       | «Face to Face»                          | Walter Pietsch  | 5:38     |  |
| 6.       | «Tears of the Fears»                    | Weiss / Pietsch | 3:53     |  |
| 7.       | «Ships are Sailing»                     | Walter Pietsch  | 3:56     |  |
| 8.       | «Living in a World»                     | Weiss / Pietsch | 4:13     |  |
| 9.       | «Save Me»                               | Walter Pietsch  | 4:11     |  |
| 10.      | «Fire and Ice»                          | Weiss / Pietsch | 4:10     |  |
| 11.      | «Back to the Wall»                      | Weiss / Pietsch | 4:03     |  |

## Créditos

### Axxis
- Bernhard Weiss — voz, guitarra rítmica y productor
- Walter Pietsch — guitarra líder, coros y productor
- Werner Kleinhans — bajo
- Richard Michalski — batería
- Harry Oellers — teclados

### Personal de producción
- Rolf Hanekamp — productor, ingeniero de audio y mezclador
- Wolfgang Funk — fotógrafo
- Dirk Zunpe — fotógrafo